# Aérodrome de Kidal
L'aérodrome de Kidal est un aéroport (code OACI : GAKL) situé à Kidal, dans l'est du Mali.

## Situation
| \| 40 km1:9 529 000 \| Bamako Gao Kayes Kidal Mopti Sikasso Tessalit Tombouctou |
| 40 km1:9 529 000                                                                |

## Source
- (en) Cet article est partiellement ou en totalité issu de l’article de Wikipédia en anglais intitulé « Kidal Airport » (voir la liste des auteurs).